# Tuta (piłkarz)
Lucas Silva Melo (ur. 4 lipca 1999 w São Paulo) – brazylijski piłkarz występujący na pozycji obrońcy w katarskim klubie Al-Duhail. Wychowanek São Paulo, w trakcie swojej kariery grał także w KV Kortrijk oraz Eintracht Frankfurt.